# Vertebra
Le vertebre sono ossa irregolari che costituiscono la colonna vertebrale. Esse presentano caratteristiche comuni che permettono di descrivere una vertebra tipo.
La vertebra è costituita da un corpo vertebrale che insieme all'arco vertebrale delimita il foro vertebrale, il quale, insieme agli altri fori vertebrali, per sovrapposizione delle vertebre, costituisce il canale vertebrale attraversato dal midollo spinale.

## Struttura
La struttura della vertebra è simile a quella delle ossa brevi, cioè costituita da tessuto osseo trabecolare rivestito esternamente da una lamina più sottile di osso lamellare, sia a livello del corpo, sia dell'arco (epifisi anulare).
Il corpo vertebrale presenta una superficie articolare superiore che si articola con la superficie articolare inferiore della vertebra soprastante, entrambe le superfici sono depresse al centro e rialzate ai bordi e, affinché combacino, è interposto tra loro un disco di tessuto fibrocartilagineo detto disco intervertebrale. La superficie laterale del corpo vertebrale, detta circonferenza, si presenta depressa trasversalmente nelle porzioni laterali e anteriore, mentre, nella porzione che si affaccia nel foro vertebrale presenta una leggera depressione longitudinale rispetto all'asse del rachide.
L'arco della vertebra è costituito da diverse porzioni: i peduncoli, le masse apofisarie, le lamine e la spina vertebrale.
I peduncoli rappresentano le radici dell'arco, quei punti, cioè, tramite i quali l'arco si mette in giunzione con il corpo. I peduncoli hanno forma laminare, irregolarmente quadrangolare e presentano due facce e quattro margini; la faccia esterna o laterale continua anteriormente nella circonferenza del corpo vertebrale e posteriormente nei processo trasverso della massa apofisaria, mentre quella interna o mediale delimita lateralmente il foro vertebrale e continua anteriormente nella porzione posteriore della circonferenza del corpo e posteriormente nella superficie anteriore delle lamine dell'arco; il margine anteriore è in contatto con il corpo vertebrale mentre il margine posteriore e in contatto con la massa apofisaria, i margini superiore e inferiore presentano le incisure vertebrali, rispettivamente, superiore (più marcata) e inferiore (più lieve) che, unendosi con le incisure delle vertebre soprastanti e sottostanti, delimitano i fori intervertebrali che danno passaggio ai nervi spinali.
La massa apofisaria è costituita dal processo trasverso e dai processi articolari superiore e inferiore. Il processo trasverso, a forma laminare, si proietta orizzontalmente e lateralmente mentre i processi articolari si proiettano verticalmente e presentano, alle loro estremità libere, delle faccette articolari piane, ricoperte di cartilagine ialina e variamente orientate a seconda del tratto della colonna, le faccette articolari dei processi articolari superiori si articolano con quelle dei processi articolari inferiori della vertebra soprastante (diartrosi del tipo delle artrodie, articolazioni, caratterizzate da superfici articolari piane, che permettono lievi movimenti di traslazione ma non di rotazione).
Procedendo all'indietro si trovano le lamine, di forma quadrangolare, che delimitano posteriormente il foro vertebrale con la loro superficie anteriore e che si continuano ventralmente nei processi trasversi e dorsalmente con il processo spinoso con orientamento, forma e dimensione variabili a seconda del tratto della colonna considerato. La sovrapposizione dei processi spinosi lungo la colonna vertebrale forma la spina dorsale.

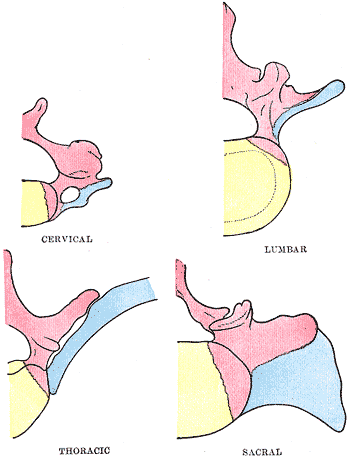

## Tipi di vertebre
- Vertebra cervicale
- Vertebra toracica
- Vertebra lombare
- Osso sacro
- Coccige
- Sacro-Coccige

## Articolazioni
- Articolazione atlo-occipitale
- Articolazione atlo-epistrofeica
- Articolazione intervertebrale
- Articolazione sacro-vertebrale
- Articolazione sacro-coccigea

## Patologia
- Discopatia
- Ernia del disco
- Osteoporosi
- Poliomielite

## Trapianto
Il 15 ottobre 2019 a Bologna è stato effettuato il primo trapianto al mondo di vertebre umane.

## Anatomia comparata ed evoluzione

Vari tipi di vertebre.

La notocorda embrionale, che nelle mixine persiste anche in età adulta, funge da unico elemento assile di sostegno. Mentre nei cranioti più basali essa è l'unico supporto, in tutti i vertebrati adulti compaiono le vertebre, almeno in forma ridotta. Sebbene la struttura vertebrale vari notevolmente sia tra specie diverse sia lungo le differenti regioni dello stesso individuo, alcuni elementi rimangono invariati. In una vertebra tipica si riscontra la presenza di un arco neurale – o arco vertebrale – che, disposto dorsalmente, circonda il midollo spinale. Generalmente, ai margini inferiori di due archi neurali consecutivi si trovano i forami intervertebrali, attraverso i quali transitano i nervi spinali che si diramano dal midollo. Nei pesci, in alcune situazioni, questi forami si localizzano direttamente sull'arco neurale. Nella regione caudale, sia in molti pesci sia in numerosi tetrapodi, è presente anche un secondo tipo di arco, detto arco emale, che si estende ventralmente attorno a vene e arteria caudale. Entrambi gli archi svolgono una funzione protettiva per le strutture interne e costituiscono il punto di inserzione della muscolatura coinvolta nel sostegno e nella locomozione. Inoltre, in molte specie, la formazione di processi spinosi – le spine neurali ed emali – aumenta la superficie per l'inserzione dei muscoli, migliorando il vantaggio meccanico.
Durante lo sviluppo embrionale, la notocorda si posiziona ventralmente rispetto al tubo neurale e agli archi neurali, mentre gli archi emali si collocano ventralmente nella regione caudale. Con il progredire dello sviluppo, la notocorda si ingrandisce e può persistere negli adulti di pesci e vertebrati terrestri primitivi. Su di essa si appoggiano, direttamente o tramite ossificazioni (le basi degli archi), gli archi neurali ed emali. Nella maggior parte dei vertebrati, infine, si formano i corpi vertebrali – o centri a struttura discoidale – che, unendosi agli archi, sostituiscono parzialmente o completamente la notocorda. Di norma, per ogni segmento corporeo si sviluppa un solo centro; tuttavia, nella regione caudale è possibile che se ne formino due per segmento, fenomeno noto come diplospondilia (dal greco, diplos = doppio e spondylos = vertebra).
La colonna vertebrale si compone della successione ordinata delle vertebre, e la conformazione delle superfici craniali e caudali dei centri varia tra i gruppi di vertebrati, influenzando sia la solidità delle articolazioni che la libertà di movimento. Nei pesci e in alcuni tetrapodi primitivi, le superfici dei centri sono tipicamente concave, configurazione detta anficele (dal greco, amfi = doppio e koilos = cavità). All'interno delle concavità si inseriscono dischi intervertebrali elastici, derivati dalla notocorda, che contribuiscono a mantenere coesa la colonna vertebrale. I centri, a loro volta, possono conservare residui della notocorda. I dischi intervertebrali sono formati da una guaina fibrosa che racchiude cellule vacuolizzate, simili a quelle originarie della notocorda, da spazi extracellulari ricchi di liquido e da una rete di filamenti, strutture tutte pensate per resistere alle compressioni e per distribuire le forze durante le flessioni laterali: quando un lato viene compresso, l'altro si espande leggermente.
La diversità delle forme vertebrali osservata nei tetrapodi è dovuta alla variabilità del grado e della direzione dei movimenti tra le vertebre, nonché al diverso supporto che esse offrono. Una configurazione particolarmente stabile si ottiene quando in un centro una superficie concava si accoppia a una protuberanza a pomo, che si incastra nella concavità della vertebra adiacente. Tale pomo nasce solitamente dall'ossificazione del disco intervertebrale (chiamato corpo intervertebrale nei tetrapodi) e dalla sua fusione con il centro. Se la concavità è posizionata sulla superficie craniale, si parla di vertebra procele (dal greco, pro = avanti); se invece si trova sulla superficie caudale, si parla di vertebra opistocele (dal greco, opisthen = dietro). Alcuni anfibi e rettilomorfi primitivi presentano vertebre di uno o dell’altro tipo, mentre in altri rettilomorfi primitivi, nonché in uccelli e mammiferi, le vertebre sono di tipo acele (dal greco, an = senza), caratterizzate da superfici quasi piatte. I dischi intervertebrali, residui della notocorda, sono composti da tessuto connettivo e, spesso, da fibrocartilagine, e contribuiscono a mantenere unite le vertebre. Particolarmente interessante è la conformazione delle vertebre cervicali negli uccelli, che presentano centri eteroceli (dal greco, eteròs = diverso): in questi centri, una superficie assume la forma di una sella posizionata orizzontalmente, che si articola con una sella verticale della vertebra adiacente. Un semplice esercizio per visualizzare questo meccanismo consiste nell'estendere pollici e indici, mantenendo le altre dita piegate, e poi unire le mani ad angolo retto, facendo contatto tra lo spazio delimitato da indici e pollici. Tale configurazione articolare garantisce robustezza, limitando la rotazione lungo l'asse, pur permettendo ampi movimenti verticali e laterali. Di conseguenza, il collo degli uccelli risulta estremamente flessibile, consentendo alla testa movimenti in tutte le direzioni.
Nei teleostei e in gran parte dei vertebrati terrestri si osservano coppie di processi articolari, le zigapofisi (dal greco, zygòn = giogo, unione e apophysis = escrescenza), che rafforzano la colonna vertebrale limitando torsioni e movimenti indesiderati. Questi processi, localizzati alla base dell'arco neurale, si estendono sia anteriormente che posteriormente. Nei tetrapodi, le superfici articolari delle zigapofisi caudali di una vertebra si connettono con quelle delle zigapofisi craniali della vertebra seguente. Inoltre, processi trasversi di vario tipo si sviluppano lateralmente dal centro o dall'arco neurale – o da entrambi – per costituire la superficie articolare delle coste o per l'inserzione di muscoli.